# Valverde de Leganés
Valverde de Leganés è un comune spagnolo di 3 770 abitanti situato nella comunità autonoma dell'Estremadura.